# Hurts
Hurts – brytyjski duet, założony w 2009 w Manchesterze. Wokalistą zespołu jest Theo Hutchcraft, a kompozytorem muzyki Adam Anderson.

## Historia zespołu

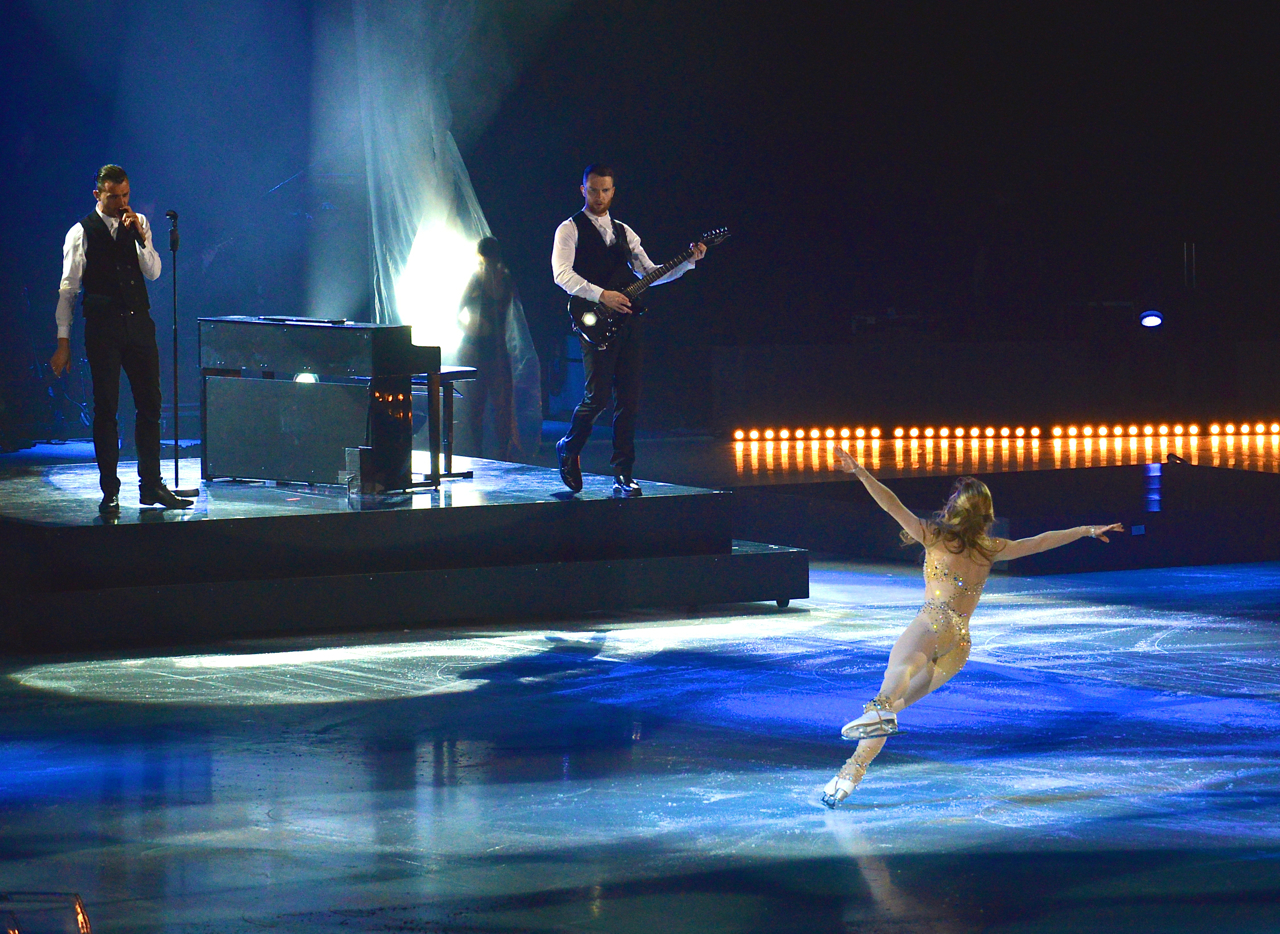
Hurts na Art on Ice 2014

Hutchcraft i Anderson poznali się pod jednym z barów w Manchesterze. Hutchcraft nagrywał kawałki solowe i przesyłał je Andersonowi, który tworzył kompozycje, tak powstał zespół Daggers. Hutchcraft przyznaje, że jako zespół mieli swojego rodzaju fobię, ciągle czując presję, chcąc zaistnieć, jako dobry zespół popowy. Adam i Theo odeszli z zespołu, a następnego dnia polecieli do Włoch. Czas, jaki tam spędzili, odwzorowany został w utworze Verona.
Inspiracją muzyczną dla Hurts są zespoły: Depeche Mode, Righteous Brothers, Prince, Pet Shop Boys, New Order, czy wokalista znany jako Falco. Hurts łączy w sobie styl końca lat 80. XX wieku z przebojowością muzyki pop XXI wieku. Wiele czerpią ze stylu zwanego disco lento, czyli powolne disco, z którym mieli styczność we Włoszech.
Zespół zajął czwarte miejsce na liście piętnastu najlepszych wykonawców w podsumowaniu BBC Sound of 2010.

## Dyskografia
Albumy studyjne:
- Happiness (2010)
- Exile (2013)
- Surrender (2015)
- Desire (2017)
- Faith (2020)